# Menucourt
Menucourt är en kommun i departementet Val-d'Oise i regionen Île-de-France i norra Frankrike. Kommunen ligger i kantonen L'Hautil som tillhör arrondissementet Pontoise. År 2022 hade Menucourt 6 189 invånare.

## Befolkningsutveckling
Antalet invånare i kommunen Menucourt
| Referens: INSEE |